# Uropoda splendidiformis
Uropoda splendidiformis es una especie de arácnido del orden Mesostigmata de la familia Uropodidae.

## Distribución geográfica
Se encuentra en Ruanda, Burundi y Tanzania.